# Hôtel particulier Lebeau
L’ Hôtel particulier Lebeau , situé au 11 Rue Brûlée et au 19  Rue des Jacobins à Reims, a été construit en 1922 pour Jules Lebeau (1880- ?) entrepreneur et pour son épouse Lucie Joséphine Guyoton (1881- ?).

## Histoire
L’ Hôtel particulier Lebeau , situé au 11 rue Brûlée et au 19 rue des Jacobins à Reims, des architectes Edmond Herbé(1864-1960) et Maurice Deffaux (1884-1926) date de 1922.

## Architecture
Cet Hôtel particulier, à l’architecture pittoresque, possède des références médiévales (tourelle d’angle, lucarne, irrégularité contrôlée des baies).
Les murs sont en moellons pour le soubassement et la moitié du rez-de-chaussée.
Au-delà, les murs sont de brique rouge vif.
L'angle de la rue, est surmonté d’un petit ouvrage en décrochement et en hauteur.
Il a obtenu la 1re prime de satisfaction au concours de façade de l’Union Rémoise des Arts Décoratifs (URAD) de 1923.
Il est repris comme éléments de patrimoine d’intérêt local .
Il est classé Maison patrimoine du XXe maison.

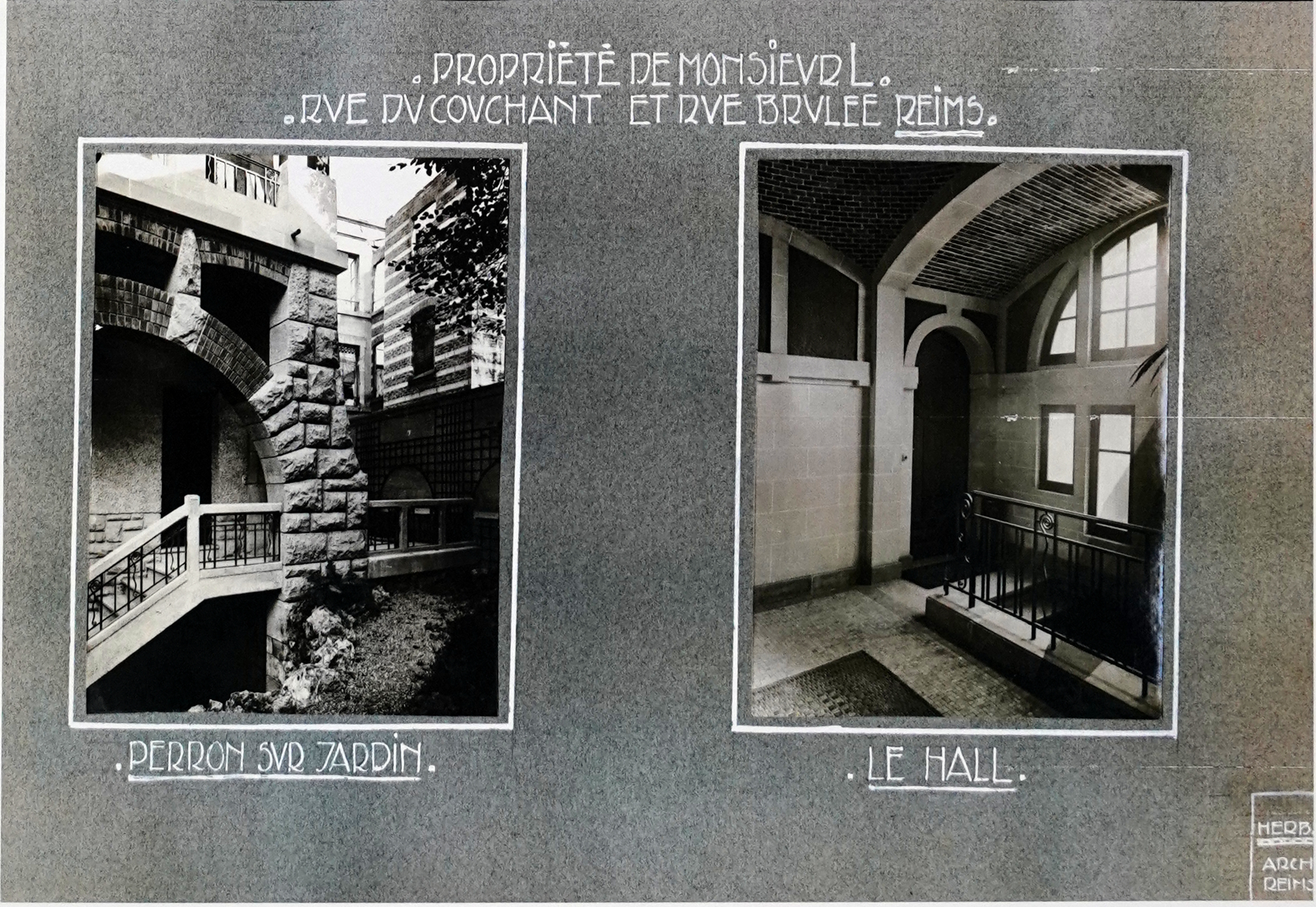
Jardin et intérieur,
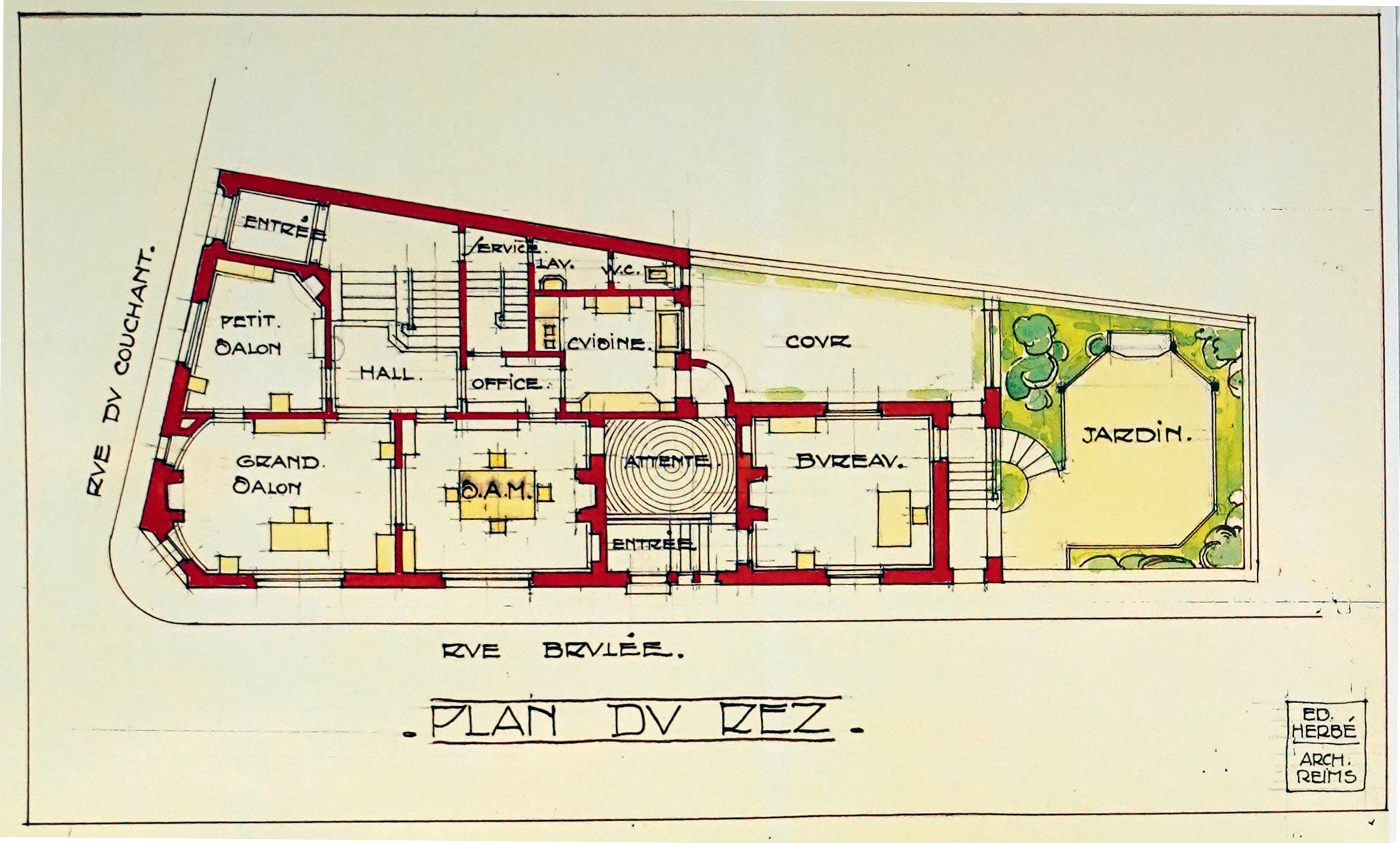
sur plan, années 1920,
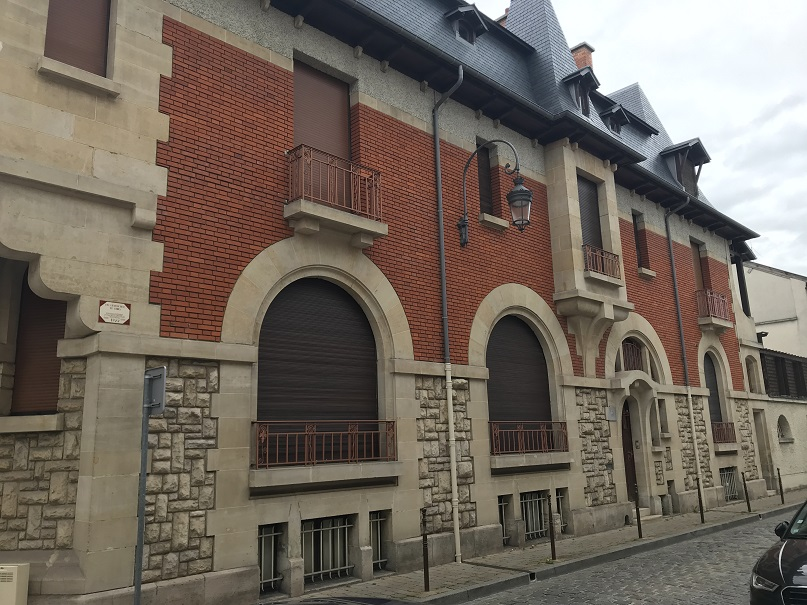
façade rue Brûlée.